# Arizelocichla striifacies
El bulbul cariestriado (Arizelocichla striifacies) es una especie de ave paseriforme de la familia Pycnonotidae endémica de las montañas del este de África. Anteriormente se consideraba una subespecie del bulbul de las Milanji.

## Distribución y hábitat
El bulbul cariestriado se encuentra en las montañas que hay entre el sureste de Kenia y el suroeste de Tanzania.